# Японская кольчуга

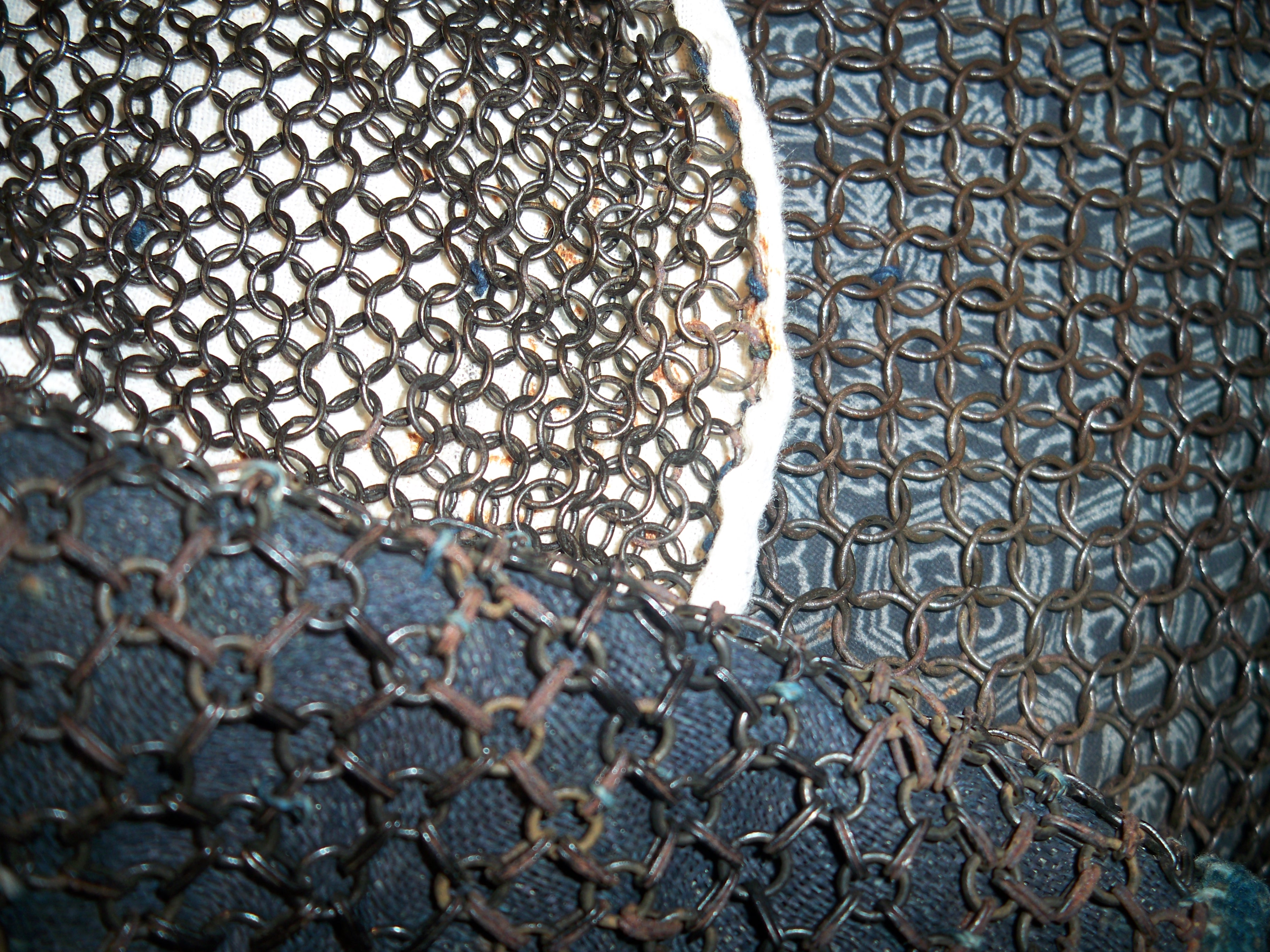
Японская кольчуга

Японская кольчуга (яп. 鎖, кусари, букв. «цепи», ср. кусаригама — тип холодного оружия) — кольчуга с особым плетением, обычно покрытая чёрным лаком (для борьбы со ржавчиной) и нашитая на ткань. Основой плетения в основном был ромб, в отличие от европейских кольчуг. Стандартно использовалось плетение 8 в 1 и 6 в 1.
Еще одним существенным отличием от европейских кольчуг является то, что стык каждого из колец не склёпывался (не спаивался), что четко видно на приведенных ниже иллюстрациях. Подобная конструкция кольца снижала защитные свойства японских кольчуг.
Первое распространение подобных кольчуг в Японии связывают с локальным использованием её в наручах и поножах.
Вопреки расхожим мнениям, не носилась ниндзя (за исключением тех случаев, когда легендой был образ ронина), так как кольчуга издавала излишний шум.
Европейские кольчуги, появившиеся в Японии после начала торговли с испанцами и португальцами, назывались намбан-гусари (яп. 南蛮鎖; буквально: «кольчуга южных варваров»).

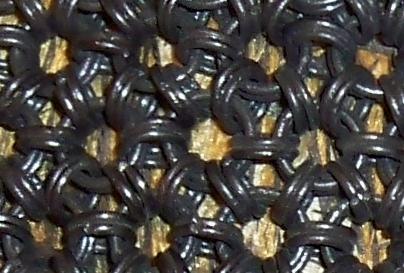
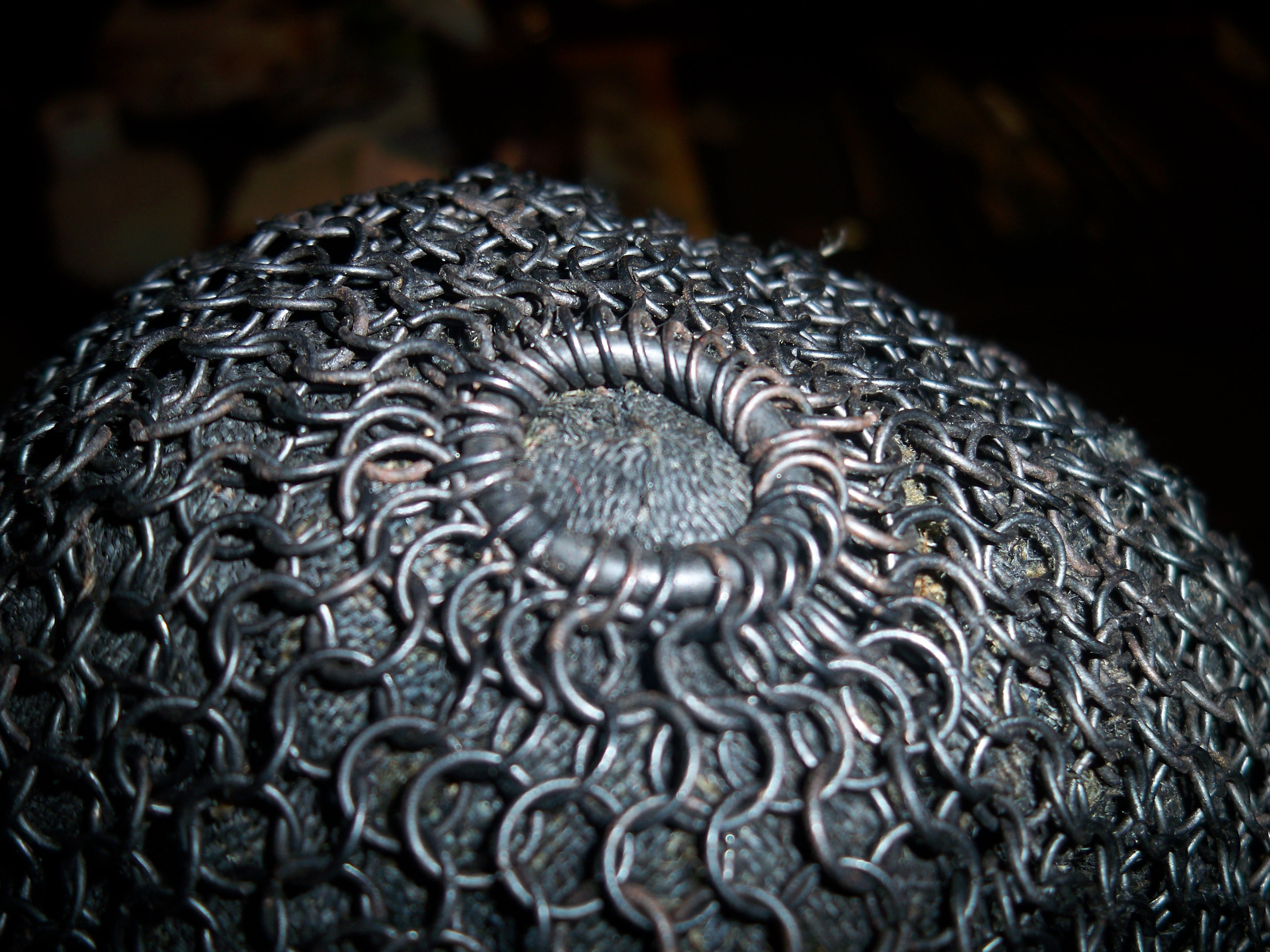
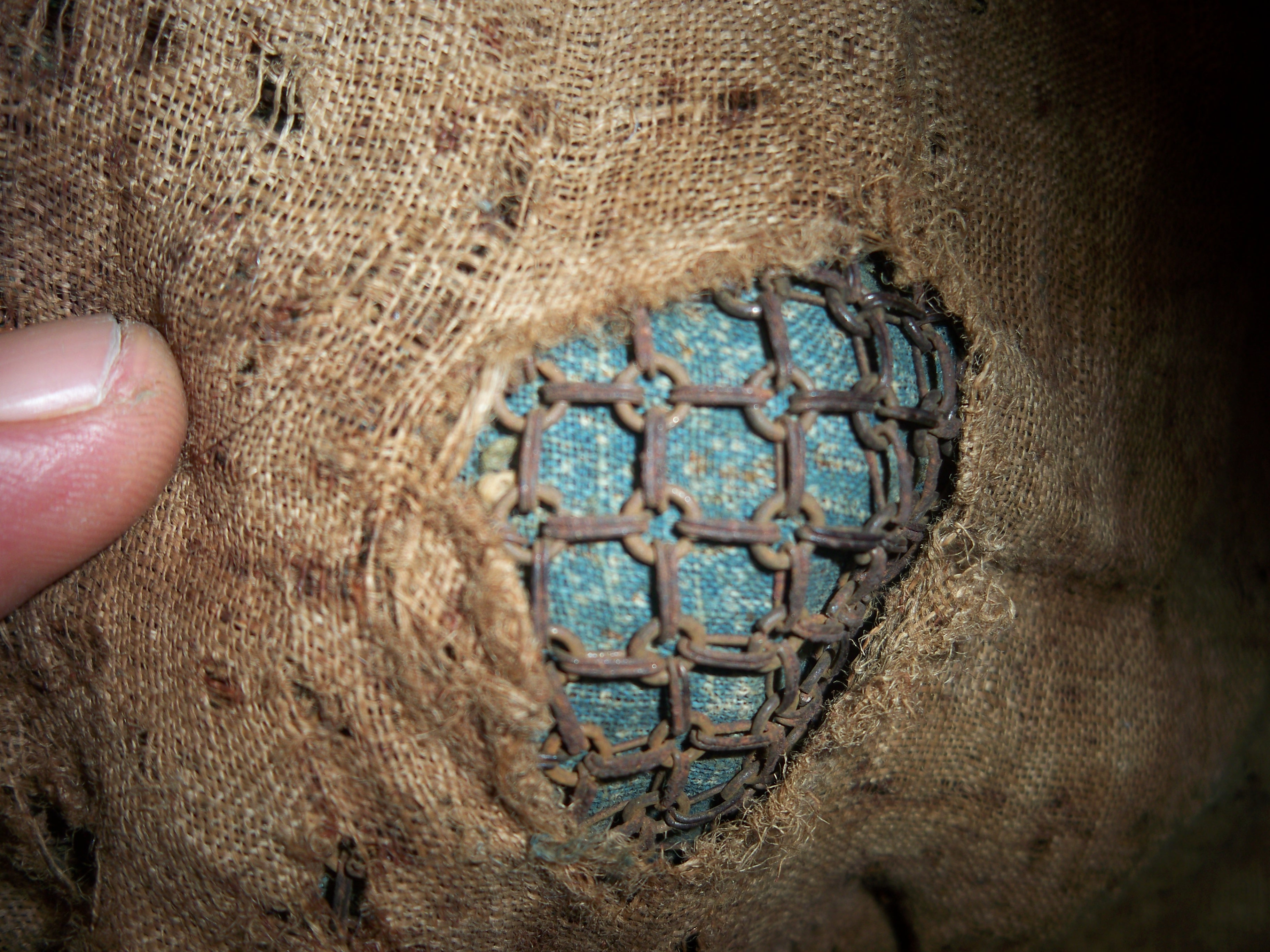
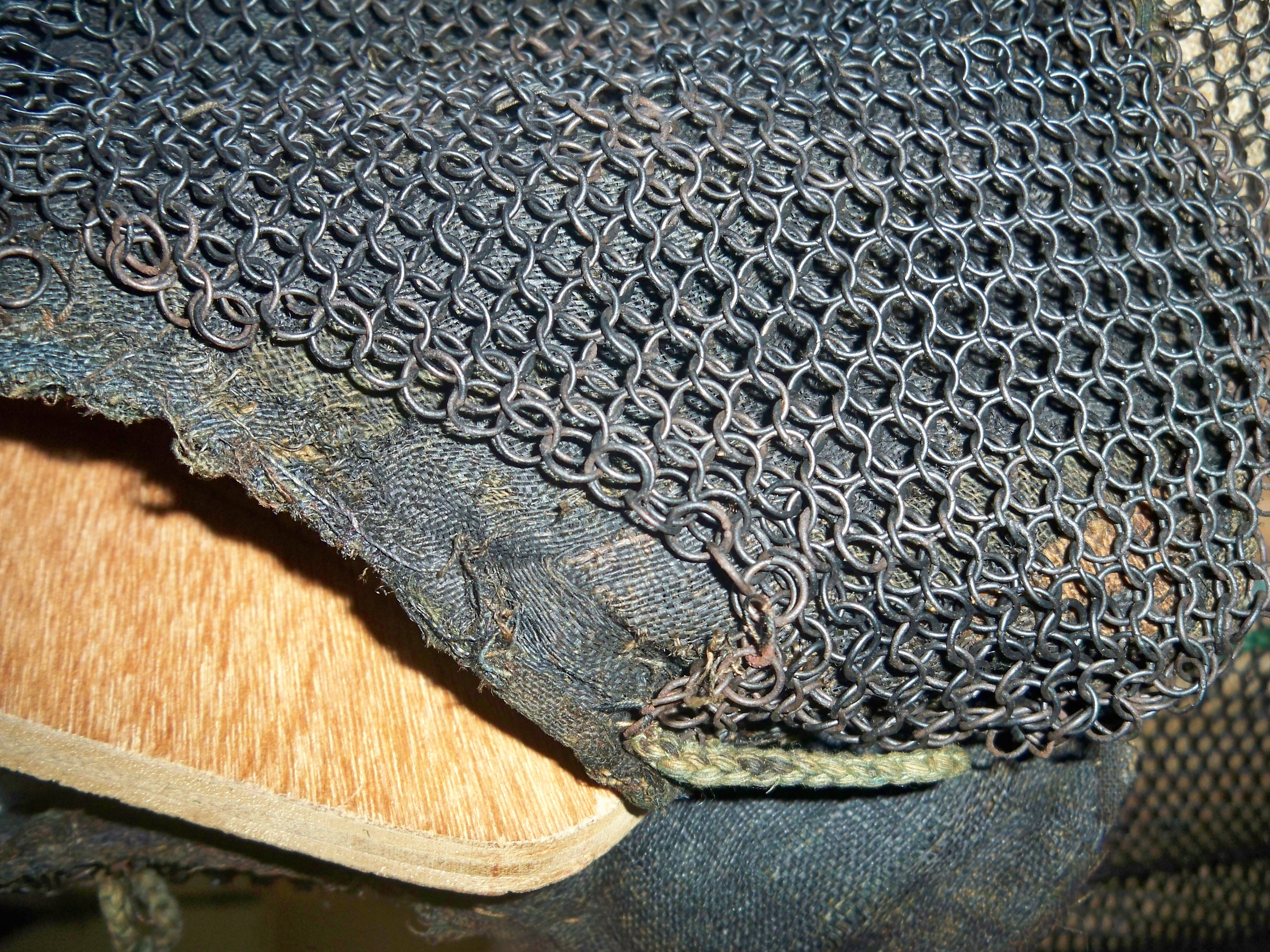
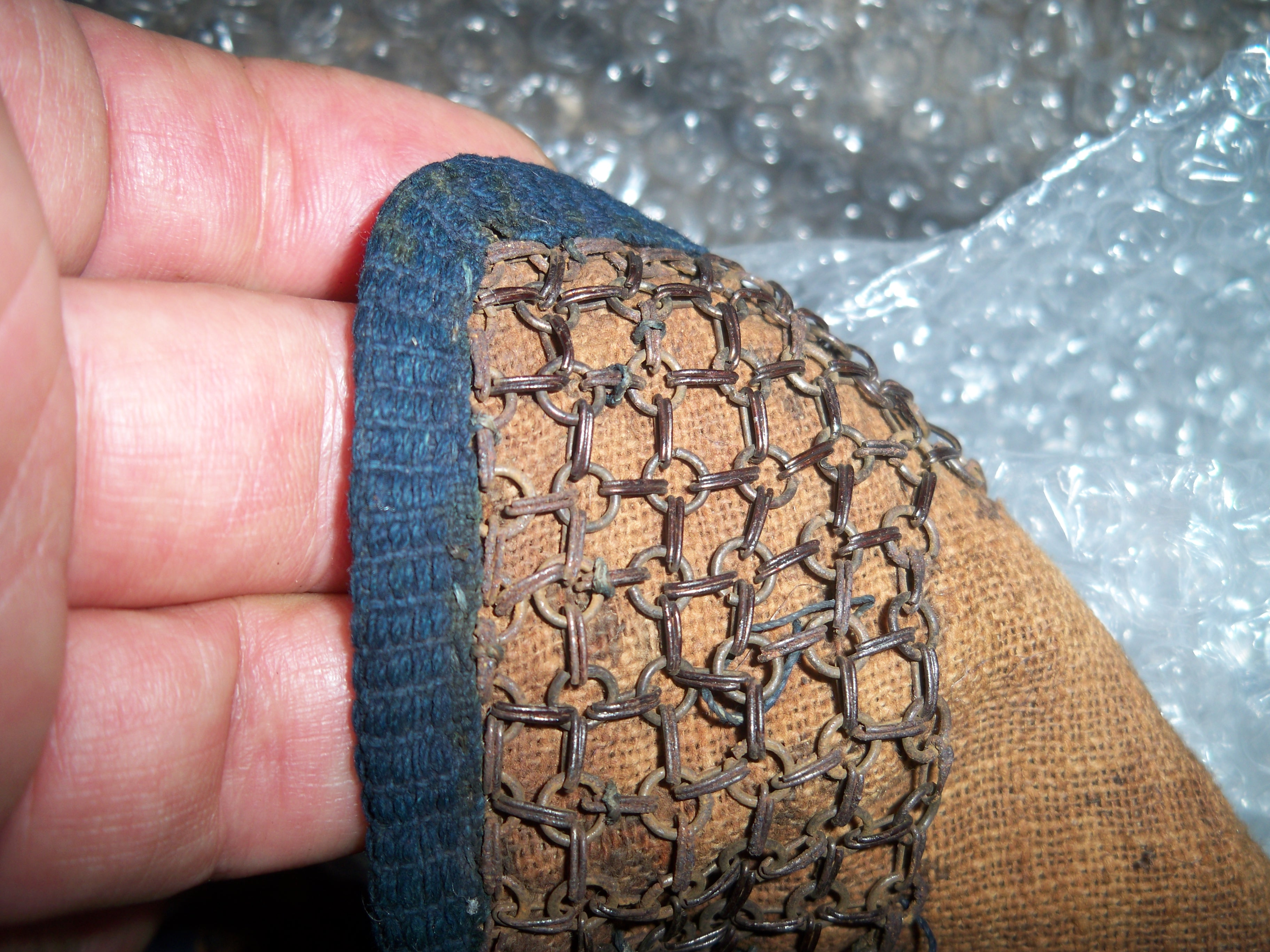
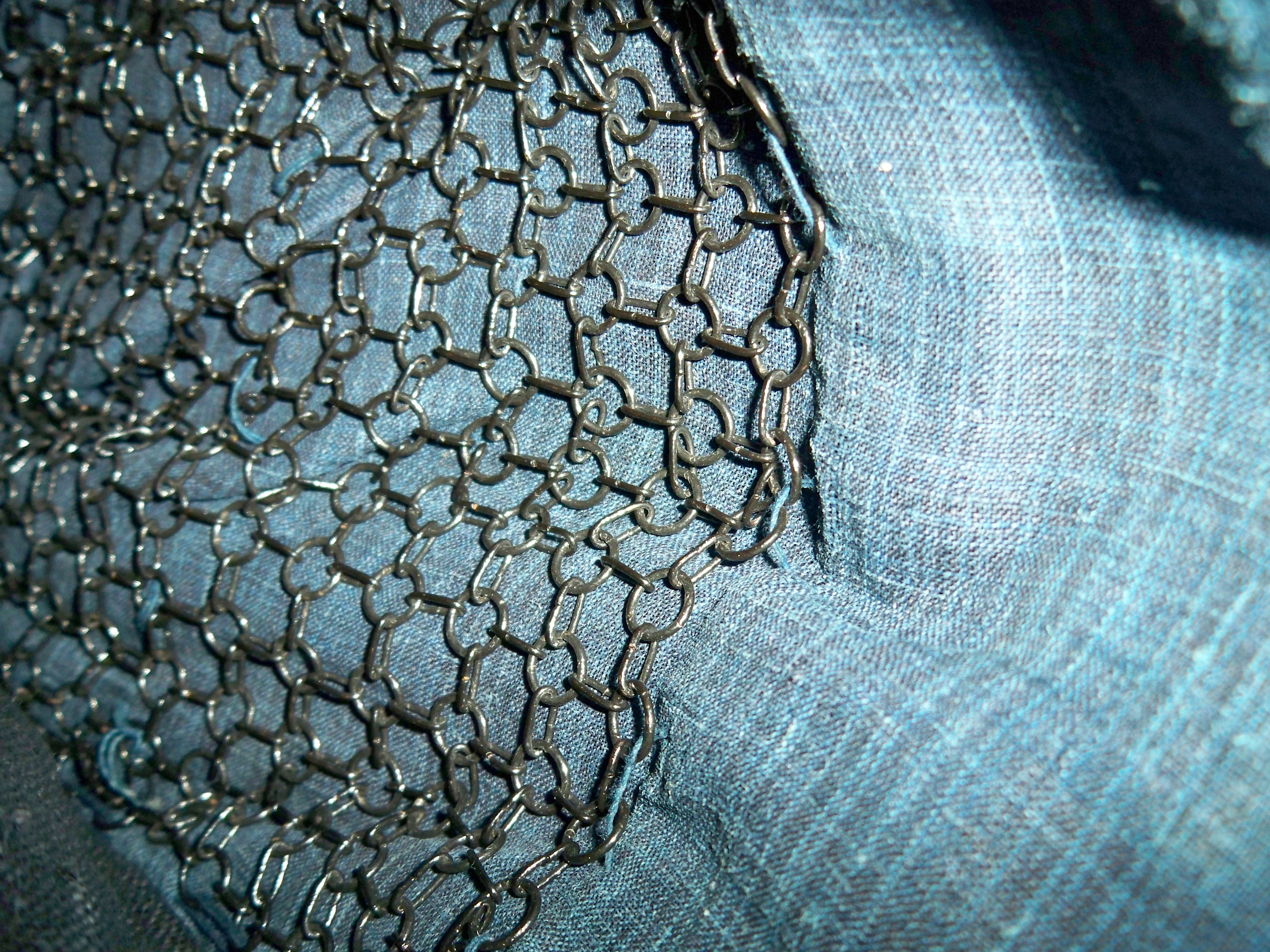
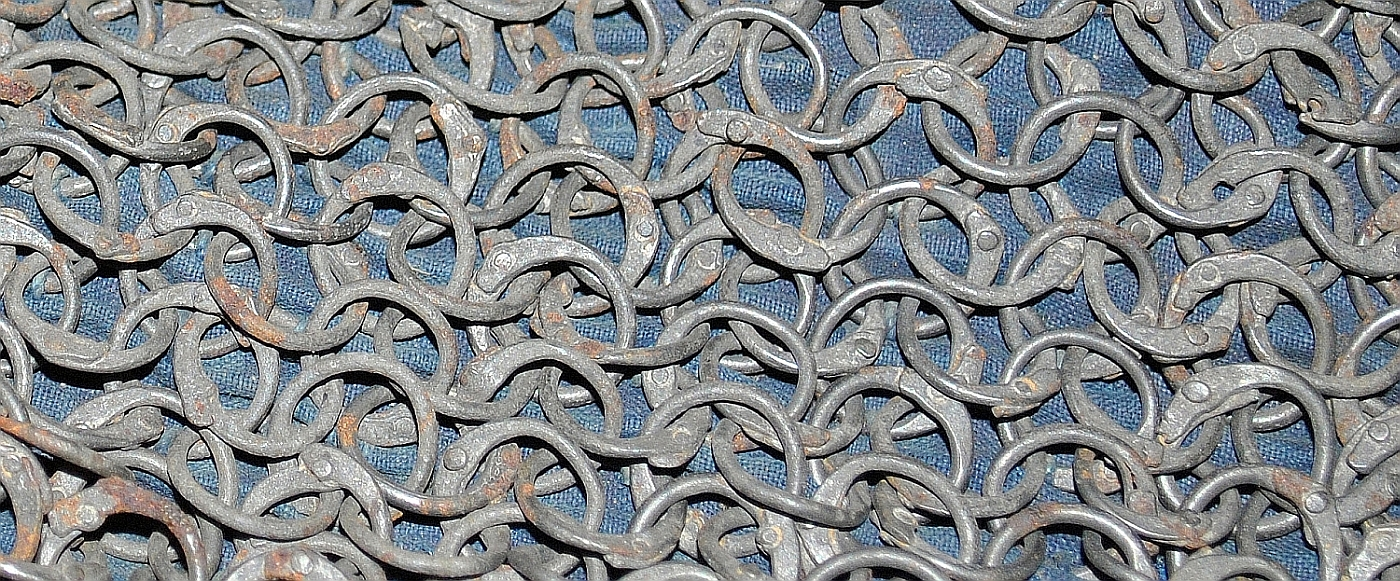